# Eleições legislativas portuguesas de 1980 no distrito de Santarém
| Eleições legislativas portuguesas de 1980 Distritos: Aveiro \| Beja \| Braga \| Bragança \| Castelo Branco \| Coimbra \| Évora \| Faro \| Guarda \| Leiria \| Lisboa \| Portalegre \| Porto \| Santarém \| Setúbal \| Viana do Castelo \| Vila Real \| Viseu \| Açores \| Madeira \| Estrangeiro |

## Resultados por Concelho
Os resultados nos concelhos do Distrito de Santarém foram os seguintes:

### Abrantes
| Partido                 | Partido                           | Votos  | %               | +/-  |
| ----------------------- | --------------------------------- | ------ | --------------- | ---- |
|                         | Aliança Democrática               | 10 845 | 35,36 / 100,00  | 0,17 |
|                         | Frente Republicana e Socialista   | 10 728 | 34,98 / 100,00  | 5,13 |
|                         | Aliança Povo Unido                | 5 788  | 18,87 / 100,00  | 3,74 |
|                         | União Democrática Popular         | 649    | 2,12 / 100,00   | 2,04 |
|                         | Partido Trabalhista               | 497    | 1,62 / 100,00   | -    |
|                         | POUS-PST                          | 485    | 1,58 / 100,00   | 0,92 |
|                         | Partido Socialista Revolucionário | 359    | 1,17 / 100,00   | 0,01 |
|                         | Outros                            | 425    | 1,39 / 100,00   |      |
| Votos Inválidos         | Votos Inválidos                   | 895    | 2,92 / 100,00   | 0,97 |
| Total                   | Total                             | 30 671 | 100,00 / 100,00 |      |
| Eleitorado/Participação | Eleitorado/Participação           | 36 768 | 83,42 / 100,00  | 0,15 |

### Alcanena
| Partido                 | Partido                           | Votos  | %               | +/-  |
| ----------------------- | --------------------------------- | ------ | --------------- | ---- |
|                         | Aliança Democrática               | 4 159  | 44,66 / 100,00  | 1,37 |
|                         | Frente Republicana e Socialista   | 2 916  | 31,31 / 100,00  | 0,01 |
|                         | Aliança Povo Unido                | 1 527  | 16,40 / 100,00  | 2,88 |
|                         | Partido Trabalhista               | 128    | 1,37 / 100,00   | -    |
|                         | POUS-PST                          | 110    | 1,18 / 100,00   | 0,54 |
|                         | Partido Socialista Revolucionário | 94     | 1,01 / 100,00   | 0,28 |
|                         | Outros                            | 186    | 2,00 / 100,00   |      |
| Votos Inválidos         | Votos Inválidos                   | 193    | 2,08 / 100,00   | 0,06 |
| Total                   | Total                             | 9 313  | 100,00 / 100,00 |      |
| Eleitorado/Participação | Eleitorado/Participação           | 10 655 | 87,40 / 100,00  | 1,73 |

### Almeirim
| Partido                 | Partido                         | Votos  | %               | +/-  |
| ----------------------- | ------------------------------- | ------ | --------------- | ---- |
|                         | Frente Republicana e Socialista | 5 265  | 38,23 / 100,00  | 2,80 |
|                         | Aliança Democrática             | 4 104  | 29,80 / 100,00  | 1,41 |
|                         | Aliança Povo Unido              | 3 514  | 25,51 / 100,00  | 3,97 |
|                         | POUS-PST                        | 149    | 1,08 / 100,00   | 0,46 |
|                         | Outros                          | 499    | 3,63 / 100,00   |      |
| Votos Inválidos         | Votos Inválidos                 | 242    | 1,76 / 100,00   | 1,12 |
| Total                   | Total                           | 13 773 | 100,00 / 100,00 |      |
| Eleitorado/Participação | Eleitorado/Participação         | 15 661 | 87,94 / 100,00  | 1,45 |

### Alpiarça
| Partido                 | Partido                         | Votos | %               | +/-  |
| ----------------------- | ------------------------------- | ----- | --------------- | ---- |
|                         | Aliança Povo Unido              | 3 494 | 61,22 / 100,00  | 1,22 |
|                         | Aliança Democrática             | 1 046 | 18,33 / 100,00  | 0,57 |
|                         | Frente Republicana e Socialista | 761   | 13,33 / 100,00  | 1,19 |
|                         | União Democrática Popular       | 103   | 1,80 / 100,00   | 1,49 |
|                         | Outros                          | 180   | 3,16 / 100,00   |      |
| Votos Inválidos         | Votos Inválidos                 | 123   | 2,15 / 100,00   | 0,24 |
| Total                   | Total                           | 5 707 | 100,00 / 100,00 |      |
| Eleitorado/Participação | Eleitorado/Participação         | 6 481 | 88,06 / 100,00  | 2,02 |

### Benavente
| Partido                 | Partido                           | Votos  | %               | +/-  |
| ----------------------- | --------------------------------- | ------ | --------------- | ---- |
|                         | Aliança Povo Unido                | 4 314  | 42,83 / 100,00  | 0,85 |
|                         | Aliança Democrática               | 2 473  | 24,55 / 100,00  | 1,63 |
|                         | Frente Republicana e Socialista   | 2 448  | 24,30 / 100,00  | 0,79 |
|                         | União Democrática Popular         | 191    | 1,90 / 100,00   | 0,62 |
|                         | Partido Socialista Revolucionário | 112    | 1,11 / 100,00   | 0,05 |
|                         | Outros                            | 334    | 3,31 / 100,00   |      |
| Votos Inválidos         | Votos Inválidos                   | 201    | 2,00 / 100,00   | 0,32 |
| Total                   | Total                             | 10 073 | 100,00 / 100,00 |      |
| Eleitorado/Participação | Eleitorado/Participação           | 11 780 | 85,51 / 100,00  | 1,88 |

### Cartaxo
| Partido                 | Partido                           | Votos  | %               | +/-  |
| ----------------------- | --------------------------------- | ------ | --------------- | ---- |
|                         | Frente Republicana e Socialista   | 6 157  | 43,67 / 100,00  | 4,06 |
|                         | Aliança Democrática               | 3 576  | 25,36 / 100,00  | 0,33 |
|                         | Aliança Povo Unido                | 3 046  | 21,60 / 100,00  | 3,47 |
|                         | POUS-PST                          | 201    | 1,43 / 100,00   | 0,80 |
|                         | União Democrática Popular         | 201    | 1,43 / 100,00   | 0,89 |
|                         | Partido Socialista Revolucionário | 157    | 1,11 / 100,00   | 0,10 |
|                         | Partido Trabalhista               | 155    | 1,10 / 100,00   | -    |
|                         | Outros                            | 195    | 1,38 / 100,00   |      |
| Votos Inválidos         | Votos Inválidos                   | 412    | 2,93 / 100,00   | 0,77 |
| Total                   | Total                             | 14 100 | 100,00 / 100,00 |      |
| Eleitorado/Participação | Eleitorado/Participação           | 16 433 | 85,80 / 100,00  | 1,04 |

### Chamusca
| Partido                 | Partido                           | Votos  | %               | +/-  |
| ----------------------- | --------------------------------- | ------ | --------------- | ---- |
|                         | Frente Republicana e Socialista   | 3 058  | 34,72 / 100,00  | 2,47 |
|                         | Aliança Povo Unido                | 2 836  | 32,20 / 100,00  | 2,40 |
|                         | Aliança Democrática               | 2 070  | 23,50 / 100,00  | 0,63 |
|                         | POUS-PST                          | 130    | 1,48 / 100,00   | 0,73 |
|                         | Partido Socialista Revolucionário | 115    | 1,31 / 100,00   | 0,21 |
|                         | Partido Trabalhista               | 111    | 1,26 / 100,00   | -    |
|                         | União Democrática Popular         | 96     | 1,09 / 100,00   | 1,06 |
|                         | PDC-MIRN/PDP-FN                   | 91     | 1,03 / 100,00   | 0,17 |
|                         | Outros                            | 80     | 0,91 / 100,00   |      |
| Votos Inválidos         | Votos Inválidos                   | 220    | 2,50 / 100,00   | 1,38 |
| Total                   | Total                             | 8 807  | 100,00 / 100,00 |      |
| Eleitorado/Participação | Eleitorado/Participação           | 10 403 | 84,66 / 100,00  | 0,89 |

### Constância
| Partido                 | Partido                           | Votos | %               | +/-  |
| ----------------------- | --------------------------------- | ----- | --------------- | ---- |
|                         | Frente Republicana e Socialista   | 1 136 | 46,81 / 100,00  | 9,02 |
|                         | Aliança Democrática               | 680   | 28,02 / 100,00  | 1,55 |
|                         | Aliança Povo Unido                | 339   | 13,97 / 100,00  | 6,40 |
|                         | Partido Trabalhista               | 49    | 2,02 / 100,00   | -    |
|                         | Partido Socialista Revolucionário | 45    | 1,85 / 100,00   | 0,58 |
|                         | POUS-PST                          | 37    | 1,52 / 100,00   | 0,80 |
|                         | União Democrática Popular         | 32    | 1,32 / 100,00   | 2,77 |
|                         | Outros                            | 37    | 1,53 / 100,00   |      |
| Votos Inválidos         | Votos Inválidos                   | 72    | 2,96 / 100,00   | 1,00 |
| Total                   | Total                             | 2 427 | 100,00 / 100,00 |      |
| Eleitorado/Participação | Eleitorado/Participação           | 2 924 | 83,00 / 100,00  | 1,02 |

### Coruche
| Partido                 | Partido                           | Votos  | %               | +/-  |
| ----------------------- | --------------------------------- | ------ | --------------- | ---- |
|                         | Aliança Povo Unido                | 7 873  | 45,40 / 100,00  | 2,30 |
|                         | Aliança Democrática               | 4 977  | 28,70 / 100,00  | 2,26 |
|                         | Frente Republicana e Socialista   | 3 285  | 18,94 / 100,00  | 0,18 |
|                         | Partido Socialista Revolucionário | 197    | 1,14 / 100,00   | 0,08 |
|                         | PCTP/MRPP                         | 180    | 1,04 / 100,00   | 0,22 |
|                         | Outros                            | 493    | 2,84 / 100,00   |      |
| Votos Inválidos         | Votos Inválidos                   | 338    | 1,95 / 100,00   | 0,90 |
| Total                   | Total                             | 17 343 | 100,00 / 100,00 |      |
| Eleitorado/Participação | Eleitorado/Participação           | 20 150 | 86,07 / 100,00  | 1,76 |

### Entroncamento
| Partido                 | Partido                         | Votos | %               | +/-  |
| ----------------------- | ------------------------------- | ----- | --------------- | ---- |
|                         | Frente Republicana e Socialista | 3 159 | 41,33 / 100,00  | 6,58 |
|                         | Aliança Democrática             | 2 624 | 34,33 / 100,00  | 0,54 |
|                         | Aliança Povo Unido              | 1 337 | 17,49 / 100,00  | 4,86 |
|                         | União Democrática Popular       | 141   | 1,84 / 100,00   | 1,82 |
|                         | Outros                          | 284   | 3,71 / 100,00   |      |
| Votos Inválidos         | Votos Inválidos                 | 99    | 1,30 / 100,00   | 1,15 |
| Total                   | Total                           | 7 644 | 100,00 / 100,00 |      |
| Eleitorado/Participação | Eleitorado/Participação         | 8 696 | 87,90 / 100,00  | 0,70 |

### Ferreira do Zêzere
| Partido                 | Partido                         | Votos | %               | +/-  |
| ----------------------- | ------------------------------- | ----- | --------------- | ---- |
|                         | Aliança Democrática             | 5 203 | 71,85 / 100,00  | 5,56 |
|                         | Frente Republicana e Socialista | 1 143 | 15,79 / 100,00  | 2,57 |
|                         | Aliança Povo Unido              | 243   | 3,36 / 100,00   | 0,50 |
|                         | POUS-PST                        | 115   | 1,59 / 100,00   | 1,04 |
|                         | Outros                          | 295   | 4,08 / 100,00   |      |
| Votos Inválidos         | Votos Inválidos                 | 242   | 3,34 / 100,00   | 1,66 |
| Total                   | Total                           | 7 241 | 100,00 / 100,00 |      |
| Eleitorado/Participação | Eleitorado/Participação         | 8 901 | 81,35 / 100,00  | 1,93 |

### Golegã
| Partido                 | Partido                           | Votos | %               | +/-  |
| ----------------------- | --------------------------------- | ----- | --------------- | ---- |
|                         | Aliança Povo Unido                | 1 334 | 33,95 / 100,00  | 3,08 |
|                         | Frente Republicana e Socialista   | 1 157 | 29,45 / 100,00  | 3,08 |
|                         | Aliança Democrática               | 1 114 | 28,35 / 100,00  | 0,38 |
|                         | Partido Socialista Revolucionário | 51    | 1,30 / 100,00   | 0,49 |
|                         | POUS-PST                          | 48    | 1,22 / 100,00   | 0,86 |
|                         | PCTP/MRPP                         | 47    | 1,20 / 100,00   | 0,22 |
|                         | Outros                            | 93    | 2,37 / 100,00   |      |
| Votos Inválidos         | Votos Inválidos                   | 85    | 2,17 / 100,00   | 0,70 |
| Total                   | Total                             | 3 929 | 100,00 / 100,00 |      |
| Eleitorado/Participação | Eleitorado/Participação           | 4 475 | 87,80 / 100,00  | 0,75 |

### Mação
| Partido                 | Partido                         | Votos  | %               | +/-  |
| ----------------------- | ------------------------------- | ------ | --------------- | ---- |
|                         | Aliança Democrática             | 5 149  | 60,15 / 100,00  | 1,55 |
|                         | Frente Republicana e Socialista | 2 104  | 24,58 / 100,00  | 0,80 |
|                         | Aliança Povo Unido              | 496    | 5,79 / 100,00   | 2,24 |
|                         | POUS-PST                        | 124    | 1,45 / 100,00   | 0,71 |
|                         | Partido Trabalhista             | 116    | 1,36 / 100,00   | -    |
|                         | Outros                          | 273    | 3,19 / 100,00   |      |
| Votos Inválidos         | Votos Inválidos                 | 298    | 3,48 / 100,00   | 0,02 |
| Total                   | Total                           | 8 560  | 100,00 / 100,00 |      |
| Eleitorado/Participação | Eleitorado/Participação         | 10 204 | 83,89 / 100,00  | 0,32 |

### Ourém
| Partido                 | Partido                         | Votos  | %               | +/-  |
| ----------------------- | ------------------------------- | ------ | --------------- | ---- |
|                         | Aliança Democrática             | 19 366 | 79,90 / 100,00  | 3,45 |
|                         | Frente Republicana e Socialista | 2 840  | 11,72 / 100,00  | 0,91 |
|                         | Aliança Povo Unido              | 512    | 2,11 / 100,00   | 0,43 |
|                         | POUS-PST                        | 245    | 1,01 / 100,00   | 0,55 |
|                         | Outros                          | 687    | 2,84 / 100,00   |      |
| Votos Inválidos         | Votos Inválidos                 | 587    | 2,42 / 100,00   | 0,39 |
| Total                   | Total                           | 24 237 | 100,00 / 100,00 |      |
| Eleitorado/Participação | Eleitorado/Participação         | 28 879 | 83,93 / 100,00  | 3,70 |

### Rio Maior
| Partido                 | Partido                         | Votos  | %               | +/-  |
| ----------------------- | ------------------------------- | ------ | --------------- | ---- |
|                         | Aliança Democrática             | 7 780  | 61,19 / 100,00  | 1,64 |
|                         | Frente Republicana e Socialista | 3 275  | 25,76 / 100,00  | 0,80 |
|                         | Aliança Povo Unido              | 653    | 5,14 / 100,00   | 1,67 |
|                         | POUS-PST                        | 206    | 1,62 / 100,00   | 1,16 |
|                         | Partido Trabalhista             | 151    | 1,19 / 100,00   | -    |
|                         | Outros                          | 389    | 3,06 / 100,00   |      |
| Votos Inválidos         | Votos Inválidos                 | 260    | 2,04 / 100,00   | 0,32 |
| Total                   | Total                           | 12 714 | 100,00 / 100,00 |      |
| Eleitorado/Participação | Eleitorado/Participação         | 15 008 | 84,71 / 100,00  | 3,39 |

### Salvaterra de Magos
| Partido                 | Partido                           | Votos  | %               | +/-  |
| ----------------------- | --------------------------------- | ------ | --------------- | ---- |
|                         | Frente Republicana e Socialista   | 4 230  | 38,47 / 100,00  | 2,36 |
|                         | Aliança Povo Unido                | 3 233  | 29,40 / 100,00  | 4,65 |
|                         | Aliança Democrática               | 2 476  | 22,52 / 100,00  | 1,31 |
|                         | POUS-PST                          | 208    | 1,89 / 100,00   | 1,31 |
|                         | Partido Socialista Revolucionário | 149    | 1,36 / 100,00   | 0,06 |
|                         | Partido Trabalhista               | 127    | 1,15 / 100,00   | -    |
|                         | Outros                            | 287    | 2,60 / 100,00   |      |
| Votos Inválidos         | Votos Inválidos                   | 286    | 2,60 / 100,00   | 0,73 |
| Total                   | Total                             | 10 996 | 100,00 / 100,00 |      |
| Eleitorado/Participação | Eleitorado/Participação           | 13 438 | 81,83 / 100,00  | 2,41 |

### Santarém
| Partido                 | Partido                         | Votos  | %               | +/-  |
| ----------------------- | ------------------------------- | ------ | --------------- | ---- |
|                         | Aliança Democrática             | 16 459 | 39,01 / 100,00  | 0,04 |
|                         | Frente Republicana e Socialista | 15 465 | 36,66 / 100,00  | 3,79 |
|                         | Aliança Povo Unido              | 7 088  | 16,80 / 100,00  | 3,07 |
|                         | POUS-PST                        | 544    | 1,29 / 100,00   | 0,65 |
|                         | Partido Trabalhista             | 435    | 1,03 / 100,00   | -    |
|                         | Outros                          | 1 305  | 3,09 / 100,00   |      |
| Votos Inválidos         | Votos Inválidos                 | 894    | 2,12 / 100,00   | 0,66 |
| Total                   | Total                           | 42 190 | 100,00 / 100,00 |      |
| Eleitorado/Participação | Eleitorado/Participação         | 48 783 | 86,49 / 100,00  | 0,18 |

### Sardoal
| Partido                 | Partido                         | Votos | %               | +/-  |
| ----------------------- | ------------------------------- | ----- | --------------- | ---- |
|                         | Aliança Democrática             | 1 557 | 47,01 / 100,00  | 4,04 |
|                         | Frente Republicana e Socialista | 1 123 | 33,91 / 100,00  | 6,68 |
|                         | Aliança Povo Unido              | 260   | 7,85 / 100,00   | 1,65 |
|                         | POUS-PST                        | 51    | 1,54 / 100,00   | 0,81 |
|                         | Partido Trabalhista             | 40    | 1,21 / 100,00   | -    |
|                         | Outros                          | 108   | 3,26 / 100,00   |      |
| Votos Inválidos         | Votos Inválidos                 | 173   | 5,23 / 100,00   | 0,63 |
| Total                   | Total                           | 3 312 | 100,00 / 100,00 |      |
| Eleitorado/Participação | Eleitorado/Participação         | 3 841 | 86,23 / 100,00  | 0,32 |

### Tomar
| Partido                 | Partido                         | Votos  | %               | +/-  |
| ----------------------- | ------------------------------- | ------ | --------------- | ---- |
|                         | Aliança Democrática             | 15 149 | 52,34 / 100,00  | 1,34 |
|                         | Frente Republicana e Socialista | 8 756  | 30,25 / 100,00  | 1,52 |
|                         | Aliança Povo Unido              | 2 290  | 7,91 / 100,00   | 1,73 |
|                         | POUS-PST                        | 498    | 1,72 / 100,00   | 1,15 |
|                         | União Democrática Popular       | 439    | 1,52 / 100,00   | 1,27 |
|                         | Partido Trabalhista             | 366    | 1,26 / 100,00   | -    |
|                         | Outros                          | 628    | 2,16 / 100,00   |      |
| Votos Inválidos         | Votos Inválidos                 | 815    | 2,81 / 100,00   | 1,06 |
| Total                   | Total                           | 28 941 | 100,00 / 100,00 |      |
| Eleitorado/Participação | Eleitorado/Participação         | 34 326 | 84,31 / 100,00  | 1,15 |

### Torres Novas
| Partido                 | Partido                           | Votos  | %               | +/-  |
| ----------------------- | --------------------------------- | ------ | --------------- | ---- |
|                         | Aliança Democrática               | 9 538  | 40,69 / 100,00  | 1,13 |
|                         | Frente Republicana e Socialista   | 7 342  | 31,32 / 100,00  | 3,66 |
|                         | Aliança Povo Unido                | 4 281  | 18,26 / 100,00  | 3,13 |
|                         | POUS-PST                          | 379    | 1,62 / 100,00   | 0,80 |
|                         | União Democrática Popular         | 379    | 1,62 / 100,00   | 1,26 |
|                         | Partido Trabalhista               | 298    | 1,27 / 100,00   | -    |
|                         | Partido Socialista Revolucionário | 245    | 1,05 / 100,00   | 0,09 |
|                         | Outros                            | 294    | 1,25 / 100,00   |      |
| Votos Inválidos         | Votos Inválidos                   | 686    | 2,93 / 100,00   | 0,76 |
| Total                   | Total                             | 23 442 | 100,00 / 100,00 |      |
| Eleitorado/Participação | Eleitorado/Participação           | 28 028 | 83,64 / 100,00  | 1,17 |

### Vila Nova da Barquinha
| Partido                 | Partido                           | Votos | %               | +/-  |
| ----------------------- | --------------------------------- | ----- | --------------- | ---- |
|                         | Frente Republicana e Socialista   | 1 943 | 38,82 / 100,00  | 3,29 |
|                         | Aliança Democrática               | 1 765 | 35,26 / 100,00  | 0,37 |
|                         | Aliança Povo Unido                | 729   | 14,57 / 100,00  | 3,99 |
|                         | Partido Trabalhista               | 98    | 1,96 / 100,00   | -    |
|                         | POUS-PST                          | 94    | 1,88 / 100,00   | 1,26 |
|                         | União Democrática Popular         | 89    | 1,78 / 100,00   | 1,46 |
|                         | Partido Socialista Revolucionário | 66    | 1,32 / 100,00   | 0,41 |
|                         | Outros                            | 71    | 1,42 / 100,00   |      |
| Votos Inválidos         | Votos Inválidos                   | 150   | 3,00 / 100,00   | 0,87 |
| Total                   | Total                             | 5 005 | 100,00 / 100,00 |      |
| Eleitorado/Participação | Eleitorado/Participação           | 5 756 | 86,95 / 100,00  | 0,78 |